# Grote schubbuikspecht
De grote schubbuikspecht (Picus vittatus) is een vogelsoort uit het geslacht Picus van de familie van de spechten (Picidae).

## Verspreiding en leefgebied
Deze soort komt voor in oostelijk Myanmar, zuidelijk China, Thailand en van Indochina tot oostelijk Sumatra, Java en Bali. Zijn natuurlijke habitats zijn subtropische of tropische bossen, mangrovebossen en bergbossen.

## Status
De grootte van de populatie is niet gekwantificeerd maar de soort wordt omschreven als plaatselijk algemeen. Op de Rode lijst van de IUCN heeft deze soort de status niet bedreigd.
Japanse groene specht (P. awokera) ·
grijskopspecht (P. canus) ·
kleine geelkuifspecht (P. chlorolophus) ·
Sumatraanse grijskopspecht (P. dedemi) ·
zwartkopspecht (P. erythropygius) ·
vuurvleugelspecht (P. puniceus) ·
roodkraagspecht (P. rabieri) ·
Iberische groene specht (P. sharpei) ·
geschubde groene specht (P. squamatus) ·
Levaillants specht (P. vaillantii) ·
Birmese schubbuikspecht (P. viridanus) ·
groene specht (P. viridis) ·
grote schubbuikspecht (P. vittatus) ·
kleine schubbuikspecht (P. xanthopygaeus)